# فوزية بنت فؤاد الأول
فوزية بنت فؤاد الأول ( 5 نوفمبر 1921 - 2 يوليو 2013) كانت أميرة مصرية وأصبحت ملكة إيران كالزوجة الأولى لمحمد رضا بهلوي، شاه إيران. فوزية هي ابنة فؤاد الأول الابن السابع للخديوي اسماعيل. كان زواجها من ولي العهد الإيراني في عام 1939 بمثابة صفقة سياسية: فقد عززت سلطة ونفوذ مصر في الشرق الأوسط، في حين جلبت الاحترام للنظام الإيراني الجديد من خلال ارتباطه بالعائلة المالكة المصرية. حصلت فوزية على الطلاق من محمد رضا بهلوي عام 1948. عاشت فوزية، التي عرفت في الصحافة باسم " الملكة الحزينة"، في عزلة وصمت بعد الثورة المصرية عام 1952.
في عام 1949، تزوجت فوزية من العقيد إسماعيل شيرين، وهو دبلوماسي مصري، وأنجبت منه ولدًا وبنتًا.

## النشأة والتعليم
ولدت الأميرة فوزية صاحبة السمو السلطاني في قصر رأس التين بالإسكندرية، وهي الابنة الكبرى لفؤاد الأول سلطان مصر والسودان (لاحقًا الملك فؤاد الأول)، وزوجته الثانية نازلي صبري في 5 نوفمبر 1921. بالإضافة إلى شقيقاتها فايزة وفائقة وفتحية وشقيقها فاروق، كان لديها أخ وأخت غير شقيقين من زواج والدها السابق من الأميرة شويكار خانم أفندي. تربت على يد المريية الإنجليزية إينا تايلور. كما تلقت فوزية تعليمًا عاليًا في القصر الملكي ،فكانت تتقن اللغتين الإنجليزية والفرنسية بالإضافة إلى لغتها الأم العربية. وكانت معلمتها الٱنسة نعيمة يوسف مدرسة الألعاب الرياضية، وأجادت الأميرة فوزية رياضتي التنس وكرة الطاولة.

## ملكة إيران

### التخطيط للزواج
كان زواج الأميرة فوزية من ولي العهد الإيراني الأمير محمد رضا بهلوي مخططا له من قبل والد الأخير، رضا شاه.
وصف تقرير لوكالة المخابرات المركزية في أيار / مايو 1972 الزواج بأنه كان خطوة سياسية. الزواج كان مهما أيضا لأنه ربط بين شخصية ملكية سنية وشخصية ملكية من الشيعة.
كانت عائلة بهلوي حديثة الثراء، حيث كان رضا خان ابن أحد الفلاحين الذين دخلوا الجيش الإيراني، وترقى في الجيش حتى استولى على السلطة في انقلاب عام 1921، وكان حريصا على تكوين صلة مع سلالة محمد علي التي حكمت مصر منذ عام 1805.
لم ينبهر المصريون بالهدايا المرسلة من رضا خان إلى الملك فاروق لإقناعه بأن تتزوج أخته محمد رضا. وعندما جاء وفد إيراني إلى القاهرة لترتيب الزواج، أخذ المصريون الإيرانيين في جولة في القصور التي بناها إسماعيل باشا، لإبهارهم بها.
لم يكن الملك فاروق في البداية يرغب في تزويج أخته إلى ولي عهد إيران، ولكن علي ماهر باشا -وهو المستشار السياسي المفضل لديه- أقنعه أن الزواج والتحالف مع إيران من شأنه تحسين وضع مصر في العالم الإسلامي ضد بريطانيا.
في نفس الوقت، كان ماهر باشا يعمل على خطط تزويج أخوات فاروق الأخريات إلى الملك فيصل الثاني ملك العراق وإلى ابن الأمير عبد الله من الأردن، وخطط لتكوين كتلة في الشرق الأوسط مهيمن عليها من قبل مصر.

### الخطبة والزفاف
تمت خطبة الأميرة فوزية ومحمد رضا بهلوي في مايو 1938. ومع ذلك رأوا بعضهم البعض مرة واحدة فقط قبل زواجهما.
تزوجا في قصر عابدين في القاهرة في 15 آذار / مارس 1939. أخذ الملك فاروق الزوجين في جولة في مصر، زاروا الأهرامات، وجامعة الأزهر وغيرهما من المواقع الشهيرة في مصر. كان التباين ملحوظا حينها بين ولي العهد محمد رضا الذي يرتدي زي الضابط الإيراني البسيط مقابل فاروق الذي ارتدى أزياء مكلفة كثيرا.
بعد حفل الزفاف أقام الملك فاروق وليمة للاحتفال بالزفاف في قصر عابدين. في ذلك الوقت كان محمد رضا يعيش في رهبة ممزوجة بالاحترام للأب المتعجرف رضا خان، وسيطر عليه فاروق الذي كان إلى حد كبير أكثر ثقة بالنفس. بعد ذلك، رحلت فوزية إلى إيران جنبا إلى جنب مع والدتها الملكة نازلي، في رحلة قطار شهدت انقطاع الكهرباء عدة مرات، مما تسبب في جعلهن يشعرن بأنهن ذاهبات في رحلة تخييم.

### السفر إلى إيران
عندما عادوا إلى إيران، تكرر حفل الزفاف في قصر بطهران، والذي كان أيضا محل الإقامة المستقبلي لهما. ولأن محمد رضا لم يتحدث بالتركية (واحدة من لغات النخبة المصرية جنبا إلى جنب مع الفرنسية) ولم تتحدث فوزية بالفارسية، تحدث الاثنان بالفرنسية، والتي كان كليهما طليقين فيها.
لدى وصوله إلى طهران، كانت الشوارع الرئيسية في طهران مزينة باللافتات والأقواس، وحضر الاحتفال في ملعب Amjadiye خمسة وعشرون ألفا من النخبة الإيرانية بالتزامن مع العاب بهلوانية من قبل الطلاب وتلى ذلك bastani (ألعاب جمبازية إيرانية)، ومبارزة السلاح، بالإضافة إلى كرة القدم.
كان عشاء الزفاف على الطراز الفرنسي مع «كافيار من بحر قزوين» و"Consommé Royal" والسمك والدجاج والضأن. كرهت فوزية رضا خان والذي وصفته بأنه رجل عنيف وعدواني. على النقيض من الطعام الفرنسي الذي كانت قد نشأت عليه في مصر، وجدت الأميرة فوزية الطعام في إيران دون المستوى.
بعد الزواج، منحت الأميرة الجنسية الإيرانية.
بعد عامين، تولى ولي العهد الحكم بدلاً من أبيه وأصبح شاه إيران.
بعد صعود زوجها إلى العرش بفترة قصيرة، ظهرت الملكة فوزية على غلاف مجلة  لايف، وتم تصويرها من قبل سيسيل بيتون الذي وصفها بأنها «فينوس الآسيوية» مع «وجه مثالي على شكل قلب وعيون زرقاء شاحبة ولكن ثاقبة». قادت فوزية الجمعية حديثة التأسيس لحماية النساء الحوامل والأطفال (APPWC) في إيران.

### الإنجاب

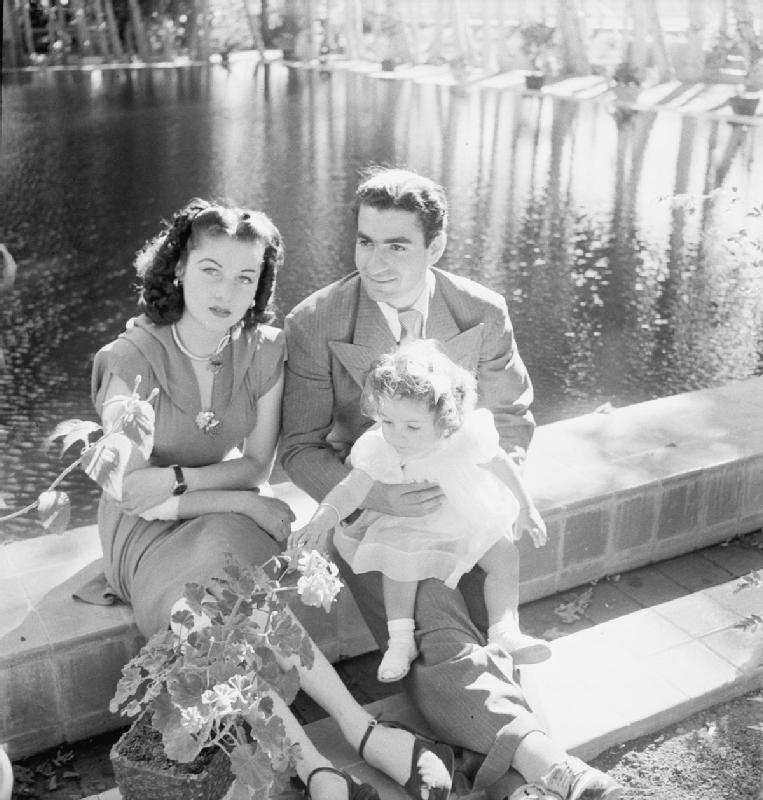
الملكة فوزية ومحمد رضا بهلوي مع ابنتهما الأميرة شاهيناز في طهران أثناء الحرب العالمية الثانية.

مع محمد رضا شاه بهلوي كان لديها طفل واحد، ابنة:
- الأميرة شاهيناز بهلوي (ولدت في 27 تشرين الأول / أكتوبر 1940).[28]

### أسباب فشل الزواج
لم يكن الزواج ناجحا. كانت فوزية غير سعيدة في إيران، وغالبا ما افتقدت مصر. كانت علاقة فوزية مع والدة وأخوات زوجها سيئة، حيث رأتها الملكة الأم وبناتها كمنافس على محبة محمد رضا، وكان هناك عداء مستمر بينهن. كسرت واحدة من أخوات محمد رضا إناء على رأس فوزية.
كان محمد رضا في كثير من الأحيان غير مخلص لفوزية، وكان غالبا ما تتم رؤيته مع غيرها من النساء في طهران في الفترة من عام 1940 فصاعدا. كانت هناك إحدى الشائعات المشهورة التي قالت أن فوزية من جانبها كانت على علاقة غرامية مع شخص، يوصف بأنه رجل رياضي وسيم، إلا أن صديقاتها يصرون على أنها مجرد شائعة مغرضة.
وقال زوج ابنة فوزية، أردشير زهيدي للمؤرخ الإيراني-الأمريكي عباس ميلاني في مقابلة عام 2009 حول هذه الشائعات: «إنها سيدة ولم تنحرف عن مسار النقاء والإخلاص». من 1944 فصاعدا، عولجت فوزية بسبب الاكتئاب من قبل طبيب نفسي أمريكي، حيث ذكرت أن زواجها كان بلا حب وأنها ترغب بشدة في العودة إلى مصر.

### الطلاق
انتقلت الملكة فوزية (كان لقب الإمبراطورة لم يستخدم حتى الآن في إيران في ذلك الوقت) إلى القاهرة في أيار / مايو 1945 وحصلت على الطلاق. كان سبب عودتها هو نظرها إلى طهران على أنها متخلفة بالمقارنة مع القاهرة الحديثة.
تشاورت مع طبيب نفسي أمريكي في بغداد حول متاعبها قبل وقت قصير من مغادرتها طهران. من ناحية أخرى، تدعي تقارير لوكالة المخابرات المركزية الأمريكية أن الأميرة فوزية قد سخرت وأهانت الشاه بسبب عجزه الجنسي المفترض، مما أدى إلى الانفصال.
في كتابها أشرف بهلوي، ذكرت الأخت التوأم للشاه أن الأميرة هي التي طلبت الطلاق وليس الشاه. غادرت فوزية إيران لمصر، على الرغم من المحاولات العديدة من جانب الشاه لإقناعها بالعودة، وبقيت في القاهرة. قال محمد رضا للسفير البريطاني في عام 1945 أن والدته كانت «ربما هي العقبة الرئيسية أمام عودة الملكة».
لم يكن هذا الطلاق معترفا به لعدة سنوات من قبل إيران، ولكن في نهاية المطاف تم الحصول على طلاق رسمي في إيران في 17 تشرين الثاني / نوفمبر 1948، مع استعادة الملكة فوزية بنجاح مميزاتها كأميرة لمصر. كان شرطا رئيسيا في الطلاق أن يتم ترك ابنتها لتربى في إيران. بالمناسبة، طلق شقيق الملكة فوزية الملك فاروق أيضا زوجته الأولى الملكة فريدة، في تشرين الثاني / نوفمبر 1948.
في الإعلان الرسمي عن الطلاق، تم ذكر أن «المناخ الفارسي قد عرض صحة الإمبراطورة فوزية للخطر، وهكذا تم الاتفاق على أن أخت الملك المصري ستطلق.» في بيان رسمي آخر، قال الشاه أن فسخ الزواج «لا يمكن أن يؤثر بأي طريقة العلاقات الودية القائمة بين مصر وإيران». بعد طلاقها، عادت الأميرة فوزية إلى البلاط الحاكم المصري.

## زواجها من إسماعيل شيرين

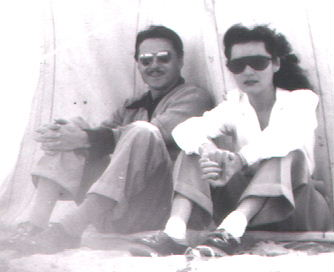
الأميرة فوزية مع إسماعيل شيرين.

في 28 آذار / مارس عام 1949 في قصر القبة في القاهرة، تزوجت الأميرة فوزية من العقيد إسماعيل شيرين (1919-1994)، الذي كان الابن البكر لحسين شيرين بك وزوجته سمو الأميرة أمينة Bihruz.
كان خريجا من كلية الثالوث في كامبريدج ووزيرا للحربية والبحرية في مصر. بعد الزفاف عاشوا في أحد العقارات المملوكة من قبل الأميرة في المعادي بالقاهرة. كما أنهم أقاموا أيضا في فيلا في سموحة بالإسكندرية.
على عكس زواجها الأول، تزوجت فوزية عن حب هذه المرة وكانت توصف بأنها الآن أكثر سعادة عما كانت في أي وقت مضى مع شاه إيران.
أنجبا طفلين، ابنة واحدة وابن واحد:
- نادية شيرين (19 كانون الأول / ديسمبر 1950 بالقاهرة[45] – تشرين الأول / أكتوبر 2009). تزوجت في البداية (وتطلقت من) يوسف شعبان، وهو ممثل مصري،[46] ثم تزوجت من مصطفى راشد. لديها ابنتان، واحدة من زوجها الأول، وأخرى من زوجها الثاني:
  - سيناء شعبان (ولدت في تشرين الأول / أكتوبر 1973)
  - فوزية راشد
- حسين شيرين (ولد عام 1955 بالجيزة)

## حياتها بعد ثورة 1952
عاشت فوزية في مصر بعد ثورة 1952 التي أطاحت بالملك فاروق. ذكرت تقارير بالخطأ أن الأميرة فوزية قد ماتت في كانون الثاني / يناير 2005. كان الصحفيون قد خلطوا بينها وبين الأميرة فوزية فاروق (1940-2005)، واحدة من ثلاث بنات للملك فاروق. في أواخر حياتها.

## وفاتها
عاشت الأميرة فوزية في الإسكندرية، حيث توفيت في 2 تموز / يوليه 2013 في سن 91. أقيمت جنازتها بعد صلاة الظهر في مسجد السيدة نفيسة في القاهرة في 3 تموز / يوليو. ودفنت في القاهرة بجانب زوجها الثاني.

## إرثها
سميت مدينة في إيران، وهي Fawziabad، على اسم الأميرة فوزية في عام 1939.
وسمي شارع في المعادي بالقاهرة على اسمها في عام 1950 (شارع الأميرة فوزية)، ولكن في عام 1956 تم إعادة تسميته باسم شارع مصطفى كامل.

## معرض الصور

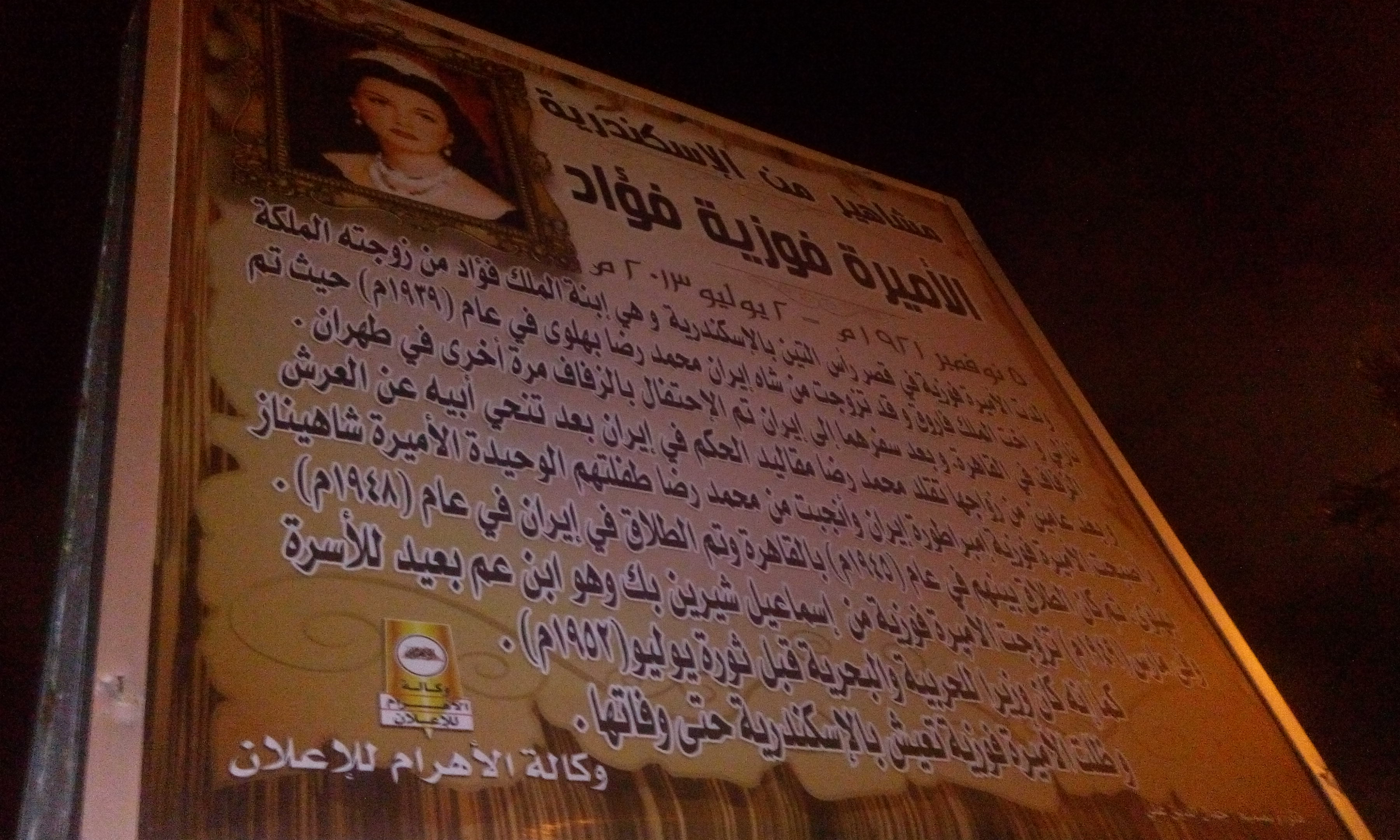
لَوحة تعريفية عن الأميرة فوزية بنت فؤاد الأول موجودة في مدينة الإسكندرية
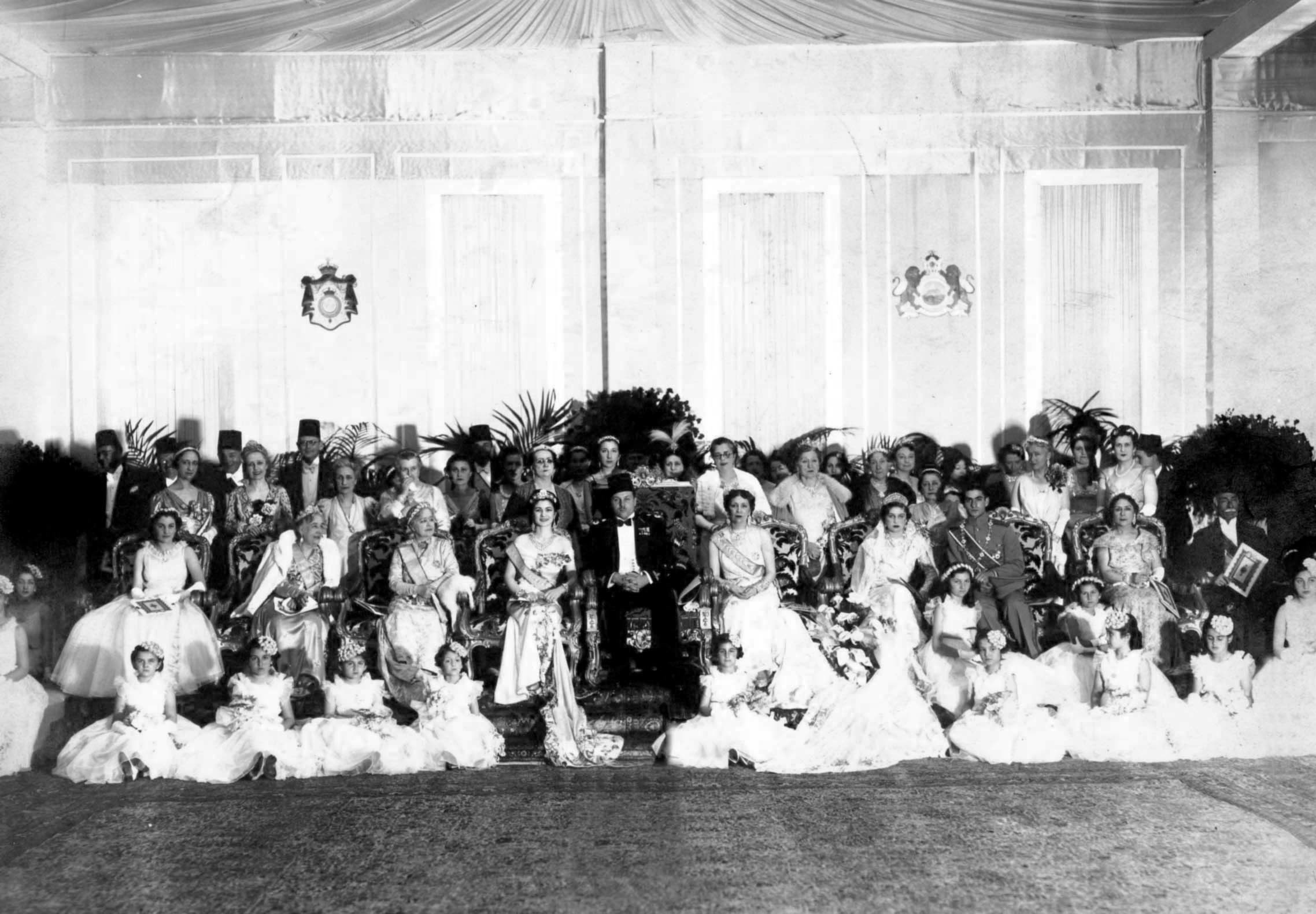
الزواج الملكي بين الأسرة العلوية والبهلوية عام 1939
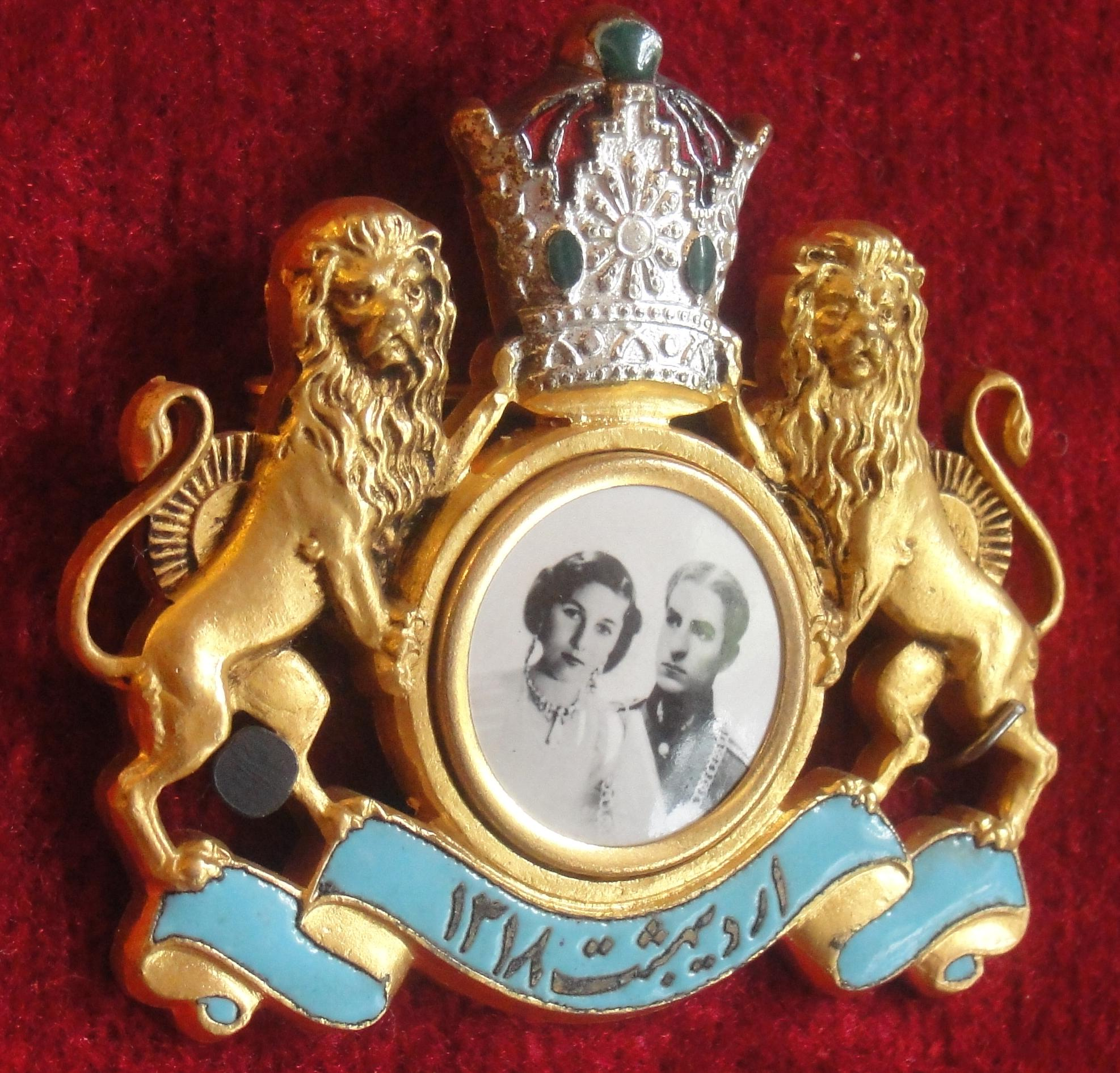
ميدالية نقشت عليها صورة محمد رضا بهلوي والملكة فوزية بمناسبة زواجهما
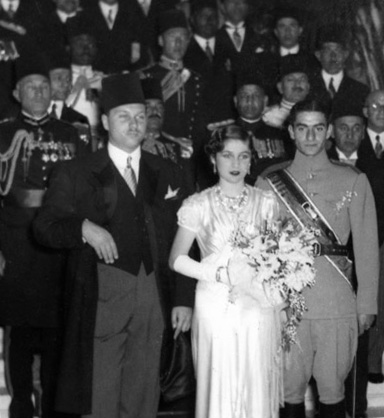
احتفال زواج الأميرة فوزية ومحمد رضا بهلوي.
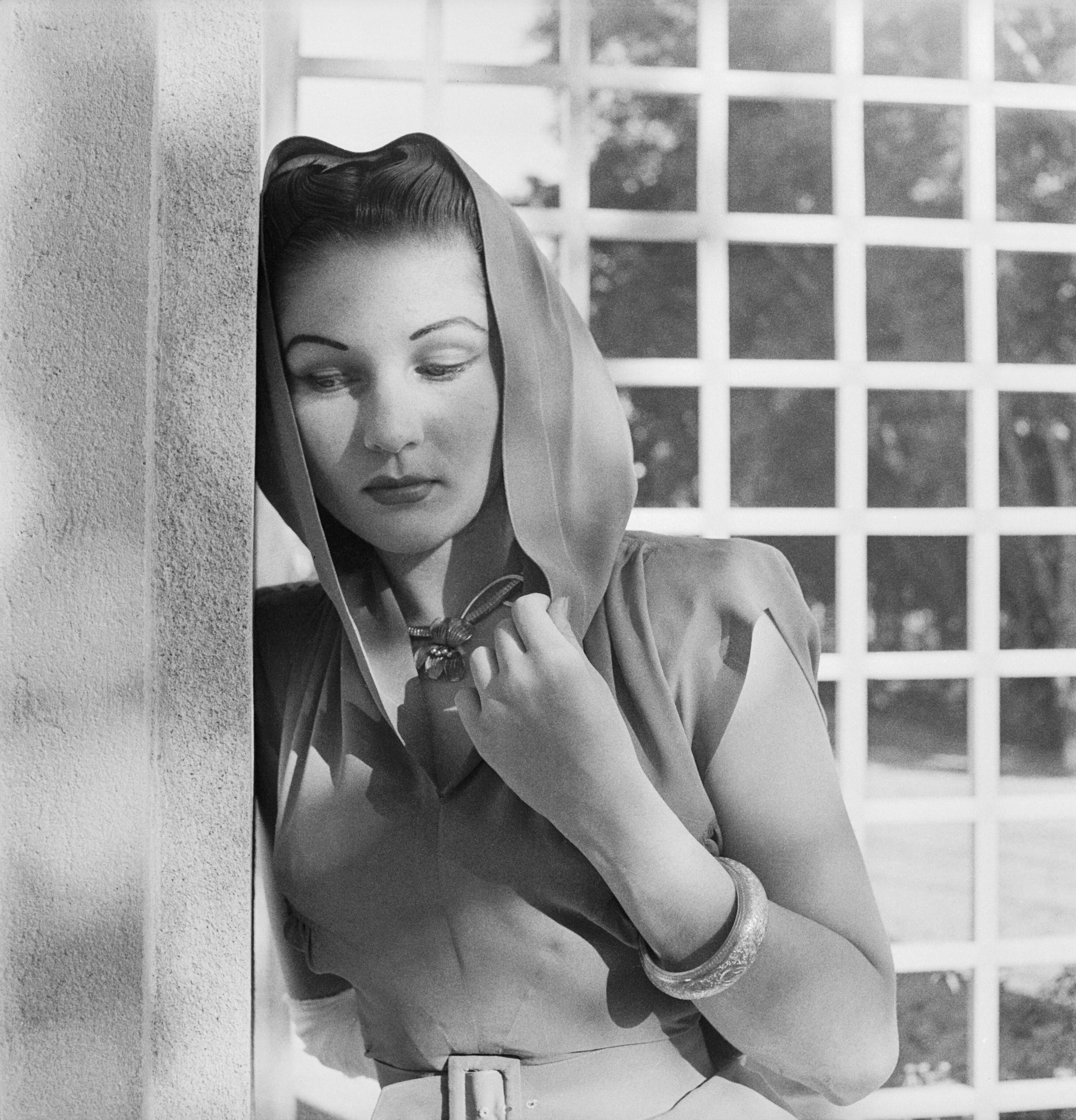
فوزية سنة 1942.
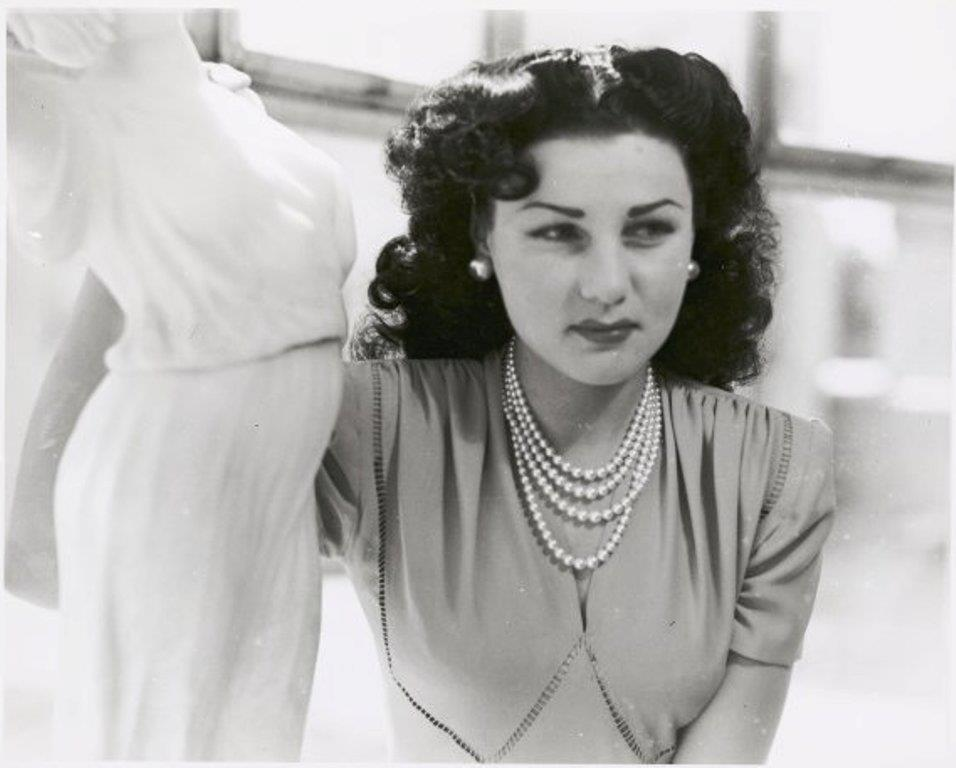
فوزية حوالي سنة 1943.